# Fernando de Prado
Fernando de Prado Pardo-Manuel de Villena (San Sebastián, Guipúzcoa, 1 de septiembre de 1963) es un historiador, escritor y conferenciante español. Es conocido por haber ideado  y promovido la búsqueda para la identificación de los restos del escritor Miguel de Cervantes.

## Reseña biográfica

### Nacimiento e infancia
Fernando de Prado nació el 1 de septiembre de 1963 en la localidad de San Sebastián en el seno de una familia de la nobleza española. Su padre Julio de Prado Colón de Carvajal, Conde de la Conquista, hermano de Manuel y Diego Prado y Colón de Carvajal, descendientes de Cristóbal Colón. Su madre, Isabel Pardo-Manuel de Villena de Verastegui, Baronesa de Monte Villena, pertenecía a la Casa de Manuel de Villena, Condes de Vía Manuel.
Es primo hermano de Borja Prado Eulate, presidente de Endesa.

### Formación académica
Estudió Derecho y Geografía e Historia en las universidades Complutense y San Pablo CEU. Es licenciado en Genealogía, Heráldica y Nobiliaria por la Escuela "Marqués de Avilés" de la Asociación de Diplomados en Genealogía, Heráldica y Nobiliaria, de la que, posteriormente, sería director. Master en protocolo y relaciones empresariales por el Instituto Europeo de Salud y Bienestar Social de Madrid.

### Actividad profesional
En 1991 fue miembro del comité científico de investigación, y posteriormente coordinador de la exposición "2 de mayo 1808". Dicha exposición formó parte de los actos de Madrid Capitalidad Cultural 1992. Comisario técnico de la exposición "Las Universidades de Madrid", también para la Capitalidad Cultural. Durante varios años colaboró como guía de personalidades y asesor del Museo del Ejército de Madrid.   
Director adjunto de la editorial Actas y director adjunto de la distribuidora Trébol.  
Director y promotor del proyecto de búsqueda e identificación de los restos de Miguel de Cervantes.  
Posteriormente ha desarrollado otros proyectos culturales y de cooperación con empresas extranjeras en España.

## Obra
- Catálogo de tesis doctorales sobre geografía e historia que se conserva en el Archivo de la Universidad Complutense de Madrid:1900-1987 Alfonso Bullón de Mendoza (Director) ISBN 84-505-7802-7
- Sociedades secretas en España León Arsenal e Hipólito Sanchiz (Colaborador)2006 ISBN 978-84-08-06344-5
- Rincones de historia española con León Arsenal 2007 ISBN 978-84-414-2050-2
- Cabezas de la nobleza : origen y secretos de la aristocracia española 2008 ISBN 978-84-96840-37-9
- Anales de la Real Academia Matritense de Heráldica y Geanelogía. Vol.XV "Curiosidades en torno a la sepultura de Miguel de Cervantes" pág. 497-512 2012 ISSN 1133-1240
- Anuario de Estudios Cervantinos IX "Muerte y enterramiento de don Miguel de Cervantes. Proyecto de localización e identificación de sus restos. Proyecto de localización e identificación de sus restos" pag.323-335 2013 ISBN 978-84-15175-55-1

## Premios y reconocimientos
- Encomienda de la Orden de Alfonso X El Sabio (Condecoración, 2015)[1]
- Laurel Platinium (premio, 2014)[2]